# Sistema Brasileiro de Defesa da Concorrência
O Sistema Brasileiro de Defesa da Concorrência (SBDC) é o conjunto de órgãos governamentais responsável pela promoção de uma economia competitiva no Brasil, por meio da prevenção e da repressão de ações que possam limitar ou prejudicar a livre concorrência, sendo sua atuação orientada pela Lei nº 12.529, de 30 de novembro de 2011.
Atualmente o SBDC é formado por dois órgãos governamentais:
- Conselho Administrativo de Defesa Econômica (CADE), autarquia federal vinculada ao Ministério da Justiça, e
- «Secretaria de Promoção da Produtividade e Advocacia da Concorrência». (SEPRAC)

## Histórico
Até a entrada em vigor da lei nº 12.529, o SBDC era composto também pela Secretaria de Direito Econômico (SDE), do Ministério da Justiça. Hoje, grande parte das atribuições da antiga SDE foram transferidas para a Superintendência-Geral do CADE (SG). As atividades da SDE relativas à defesa do consumidor hoje foram absorvidas pela SENACON, órgão interno do Ministério da Justiça.

## Entidades e órgãos do SBDC
No modelo de 1994, o Sistema era basicamente sustentado pelo CADE, autarquia vinculada ao Ministério da Justiça e que basicamente exercia função de julgamento, a Secretaria de Direito Econômico (SDE), órgão interno do Ministério da Justiça, antes responsável por instruir a análise concorrencial dos atos de concentração econômica (fusões, aquisições, etc.), bem como investigar infrações à ordem econômica; e a SEAE, órgão interno do Ministério da Fazenda, então responsável por emitir pareceres econômicos em atos de concentração, investigar condutas para oferecer representação à SDE, bem como elaborar facultativamente pareceres em investigações sobre condutas anticoncorrenciais.
Com a Lei de 2011, o sistema foi bastante alterado. O CADE permanece como autarquia do Ministério da Justiça, mas ganha extrema força. A entidade agora se divide em: TADE (Tribunal Administrativo), com funções de julgamento e que representa o "plenário" do modelo de 1994; SG (Superintendência-Geral), com funções de instrução de processos de concentração e de controle de infrações e, inclusive, com poderes de julgamento de concentrações de menor relevância - órgão que absorve as antigas funções da SDE; e o DEE (Departamento de Estudos Econômicos), órgão interno de apoio técnico das atividades do CADE. Além disso, o CADE é apoiado pela SEAE, cujas funções atuais são praticamente de prevenção gera, ou seja, de difusão da cultura de concorrência, de apoio técnico a outros órgãos de governo, de preparação de estudos e outras atividades informativas, educativas e científicas. A SDE foi extinta.
Ao redor do SBDC, como entidades de apoio, atuam o Ministério Público e a Procuradoria do CADE (PROCADE)

## Atuação do SBDC
A atuação dos órgãos do SBDC na defesa da concorrência apóia-se em três ações principais:
Ação preventiva concreta: dá-se por meio da análise das operações de concentração (p.ex., fusões, aquisições e incorporações de empresas) e cooperação econômica (p.ex., determinadas joint-ventures). Tais operações devem ser notificadas ao SBDC antes da efetivação da operação, uma vez preenchidos os requisitos previstos na lei 12529/11. O controle de concentrações é, portanto, prévio. Ademais, na nova lei de 2011, não mais existe a aprovação tácita de atos de concentração por decurso do prazo de análise pelo CADE.
Ação repressiva: dá-se por meio da investigação e punição de condutas anticompetitivas. São exemplos de práticas lesivas à concorrência o cartel e as práticas abusivas de empresas dominantes (acordos de exclusividade, vendas casadas, preços predatórios, etc.). Note-se que a Lei de Defesa da Concorrência apresenta apenas um rol exemplificativo de condutas.
Ação educativa ou ação preventiva geral: dá-se por meio da difusão da cultura da concorrência. O SBDC promove seminários, palestras, cursos e publicações de relatórios e matérias em revistas especializadas para difundir a importância da concorrência para a sociedade. Nesse âmbito, tem sido crescente a interação entre as autoridades de defesa da concorrência e aquelas voltadas para a defesa do consumidor. No modelo criado em 2011, a atividade preventiva geral passa a ser exercida com predominância pela SEAE